# 東森幼幼台
東森幼幼台（YoYo TV）は、台湾の東森電視傘下のケーブルテレビのチャンネルである。1998年1月に放送開始。幼児・子ども向けのチャンネルであり、アニメや幼児教育番組の放送が多くを占める。「YoYo」のうち「o」は渦巻き形をしており、その形がカタツムリ（蝸牛）に似ているため「蝸牛台」とも呼ばれる。

## 放送した番組
「zh:東森幼幼台#動畫節目」を参照。

### 日本
- ポケットモンスター（無印～XY第51話）
- 夢のクレヨン王国
- 魔法陣グルグル
- パブー&モジーズ
- はっぴーカッピ
- ゲートキーパーズ
- キョロちゃん
- しあわせソウのオコジョさん
- おとぎ銃士 赤ずきん
- 陸上防衛隊まおちゃん
- 超特急ヒカリアン
- とっとこハム太郎
- マーメイドメロディー ぴちぴちピッチ
- しましまとらのしまじろう
- 愛天使伝説ウェディングピーチ
- 朝霧の巫女
- ぐるぐるタウンはなまるくん
- おジャ魔女どれみ
- おじゃる丸
- ポポロクロイス
- お茶犬
- ニャニがニャンだー ニャンダーかめん
- 時空探偵ゲンシクン
- だぁ!だぁ!だぁ!
- 無限戦記ポトリス
- チンプイ
- カードキャプターさくら
- パーマン
- ソニックX
- プリキュアシリーズ[2]
- ふしぎ星の☆ふたご姫
- 甲虫王者ムシキング
- はれときどきぶた
- あたしンち
- プリティーシリーズ
- 全力ウサギ
- 満月をさがして
- 遊☆戯☆王
- PUI PUI モルカー
- ジュエルペット
- ベイブレードバースト
- LINE TOWN
- 鉄腕アトム (アニメ第2作)
- イタズラなKiss
- バトルスピリッツ
- たまごっち!
- トミカ絆合体 アースグランナー
- ミュークルドリーミー
- 妖怪ウォッチ (アニメ)(第1話から第169話まで)
- おしりたんてい
- ふしぎ駄菓子屋 銭天堂
- シュガシュガルーン
- クロスファイト ビーダマン
- ロックマンエグゼ (アニメ)
- クッキンアイドル アイ!マイ!まいん!
- リルぷりっ
- トミカ絆合体 アースグランナー
- 少年アシベ GO! GO! ゴマちゃん
- LINE OFFLINE サラリーマン
- ムーミン谷のなかまたち
- キャップ革命 ボトルマン
- 新幹線変形ロボ シンカリオン[3]

### 韓国
- カード王 ミックスマスター
- ちびっこバス タヨ
- ポンポン ポロロ
- ロボカーポリー

### アメリカ
- スポンジ・ボブ
- マイリトルポニー〜トモダチは魔法〜

### 特撮
- 侍戦隊シンケンジャー
- ケータイ捜査官7
- 仮面ライダー鎧武
- 烈車戦隊トッキュウジャー
- 快盗戦隊ルパンレンジャーVS警察戦隊パトレンジャー
- 騎士竜戦隊リュウソウジャー
- 魔進戦隊キラメイジャー
- ポリス×戦士 ラブパトリーナ!
- ビッ友×戦士 キラメキパワーズ!
- 機界戦隊ゼンカイジャー
- 暴太郎戦隊ドンブラザーズ

## YOYO家族
YOYO家族（中国語: YOYO家族）は、おにいさん（哥哥）、おねえさん（姐姐）が登場する子供向けの番組。
| 芸名       | 本名   | 活動期間 | 誕生日   | 星座       | 血液型 | 備考 | イメージカラー |
| ---------- | ------ | -------- | -------- | ---------- | ------ | ---- | -------------- |
| 香蕉哥哥   | 林掄元 | 2000年 - | 5月8日   | おうし座   | A型    |      | イエロー       |
| 西瓜哥哥   | 李豐嘉 | 2001年 - | 3月6日   | うお座     | A型    |      | グリーン       |
| 草莓姐姐   | 簡皎竹 | 2005年 - | 1月29日  | みずがめ座 | A型    |      | ピンク         |
| 柳丁哥哥   | 甘庭峰 | 2005年 - | 12月9日  | いて座     | O型    |      | オレンジ       |
| 太陽哥哥   | 潘金樹 | 2009年 - | 10月29日 | さそり座   | A型    |      | レッド         |
| 月亮姐姐   | 沈佩儀 | 2009年 - | 6月19日  | ふたご座   | A型    |      | 水色           |
| KIWI姐姐   | 莫允樂 | 2013年 - | 6月12日  | ふたご座   | A型    |      | 黄緑           |
| 番茄姐姐   | 蘇禹綾 | 2013年 - | 8月18日  | しし座     | O型    |      | レッド         |
| 天竺鼠姐姐 | 張恆安 | 2017年 - | 2月26日  | うお座     | B型    |      | パープル       |
| 羚羊哥哥   | 吳鎮安 | 2017年 - | 6月18日  | ふたご座   | O型    |      | オレンジ       |
| 浣熊哥哥   | 陳小龍 | 2017年 - | 7月31日  | しし座     | B型    |      | ブルー         |
| 梅花鹿哥哥 | 江俊宏 | 2017年 - | 12月18日 | いて座     | A型    |      | レッド         |